# Frédérique Rol
Frédérique Rol (Lausana, 26 de mayo de 1993) es una deportista suiza que compite en remo.
Ganó dos medallas de bronce en el Campeonato Europeo de Remo, en los años 2018 y 2019. Participó en los Juegos Olímpicos de Tokio 2020, ocupando el séptimo lugar en la prueba de doble scull ligero.

## Palmarés internacional
| Campeonato Europeo | Campeonato Europeo    | Campeonato Europeo | Campeonato Europeo |
| Año                | Lugar                 | Medalla            | Prueba             |
| ------------------ | --------------------- | ------------------ | ------------------ |
| 2018               | Glasgow (Reino Unido) | Medalla de bronce  | Doble scull ligero |
| 2019               | Lucerna (Suiza)       | Medalla de bronce  | Doble scull ligero |